# Papel almaço
O papel almaço é uma espécie de papel que equivale a duas folhas de caderno sem espiral ou encadernação, unidas. Pode ter ou não margem (uma linha vertical vermelha no lado direito e outra no lado esquerdo). Podem ser folhas pautadas ou não pautadas, e também quadriculado. Seu nome vem de uma expressão do português antigo: "papel a lo maço", fazendo alusão a fabricação em grandes quantidades.
É ideal para trabalhos escolares, provas, e rascunhos.